# Porumbel verde cu cioc gros
Porumbelul verde cu cioc gros (Treron calvus) este o specie de pasăre din familia porumbeilor și turturelelor, Columbidae.

## Galerie

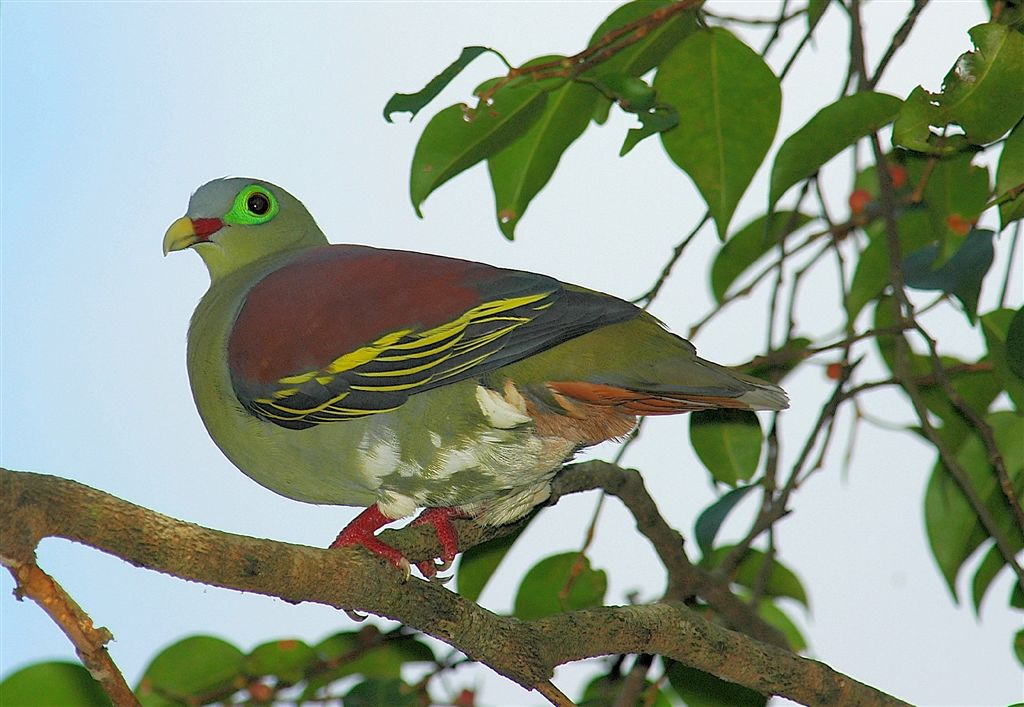
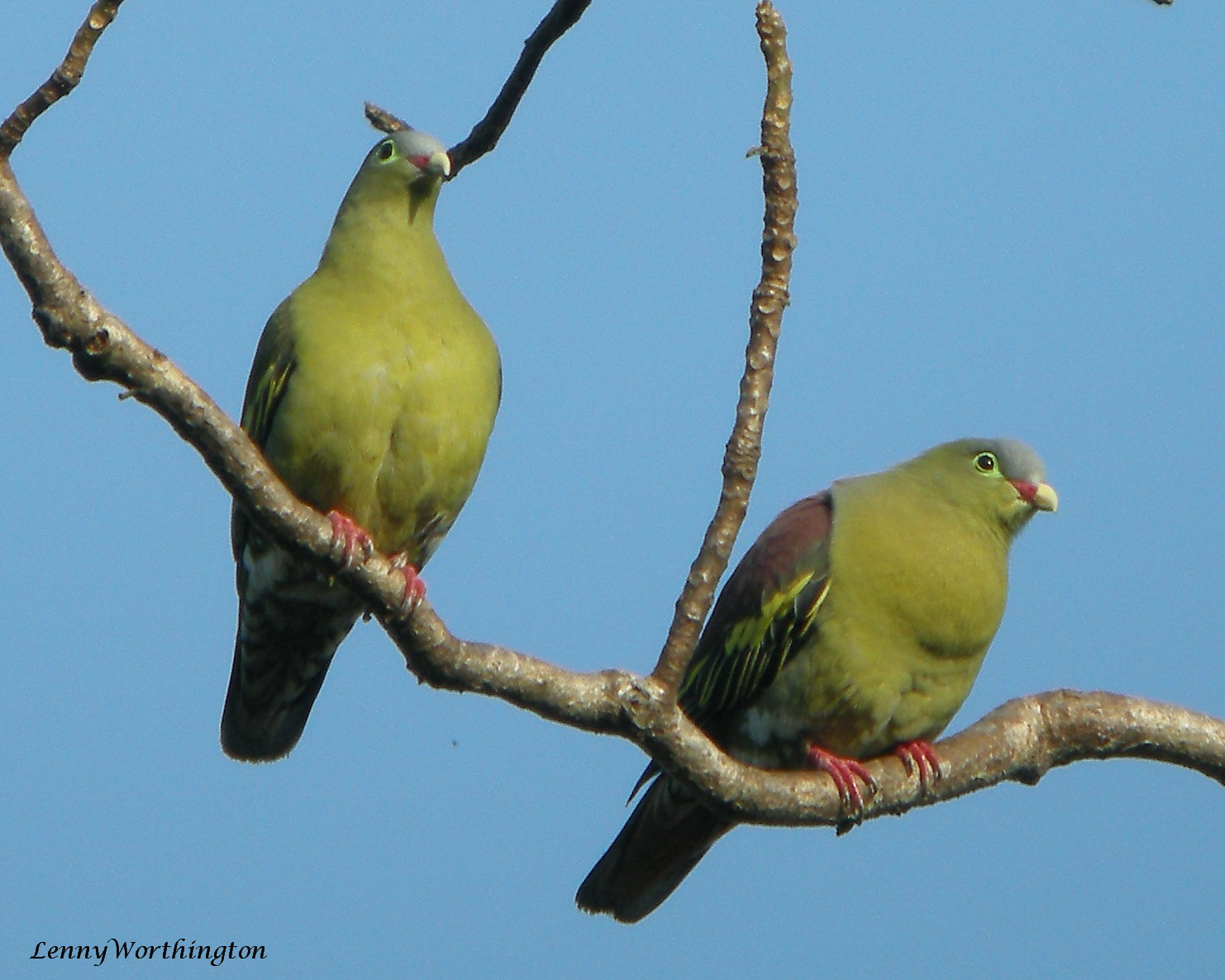
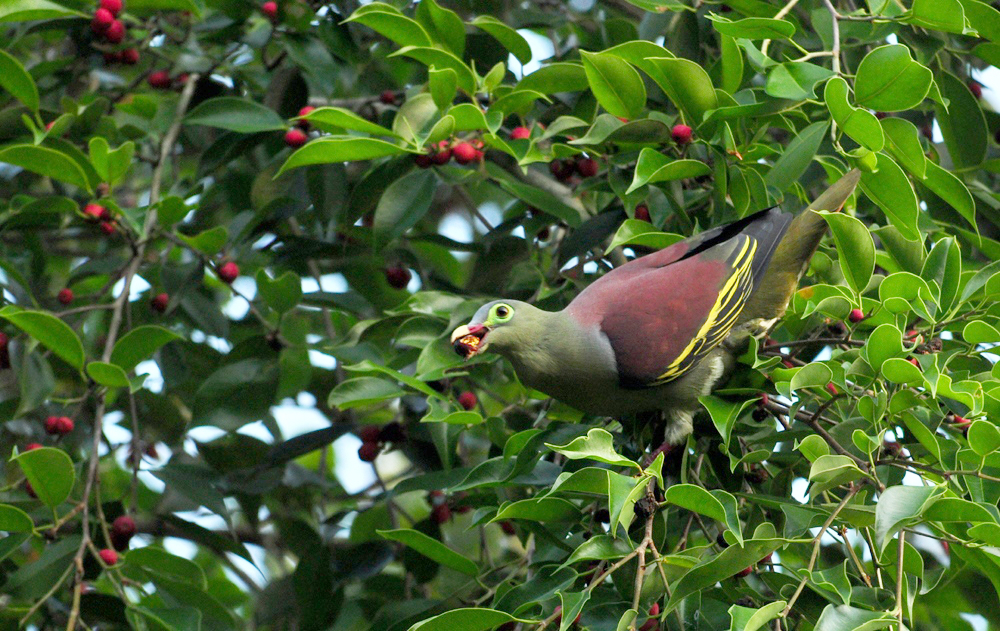

## Taxonomie
Porumbelul verde cu cioc gros a fost descris oficial în 1789 de către naturalistul german Johann Friedrich Gmelin în ediția revizuită și extinsă a lucrării Systema Naturae a lui Carl Linnaeus. El l-a plasat alături de toți ceilalți porumbei din genul Columba și a inventat numele binomial Columba curvirostra. Gmelin și-a bazat descrierea pe „porumbelul cu cioc-cârlig” din „insula Tanna din Mările Sudului”, care fusese descris și ilustrat în 1783 de ornitologul englez John Latham. Latham s-a înșelat crezând că specimenul său provine din insula Tanna din Noile Hebride. Localitatea tip a fost desemnată ca fiind Peninsula Malay de către Harry C. Oberholser în 1912. Porumbelul verde cu cioc gros este plasat în prezent alături de alți aproximativ 30 de porumbei verzi din genul Treron, care a fost introdus în 1816 de ornitologul francez Louis Pierre Vieillot. Numele genului provine din greaca veche trērōn care înseamnă „porumbel”. Epitetul specific curvirostra combină latinescul curvus care înseamnă „curbat” cu -rostris care înseamnă „cu cioc”.
Sunt recunoscute șapte subspecii
- Treron calvus nipalensis
- Treron calvus hainanus
- Treron calvus curvirostra
- Treron calvus haliplous
- Treron calvus pegus
- Treron calvus smicrus
- Treron calvus hypothapsinus